# 콜린 퀸

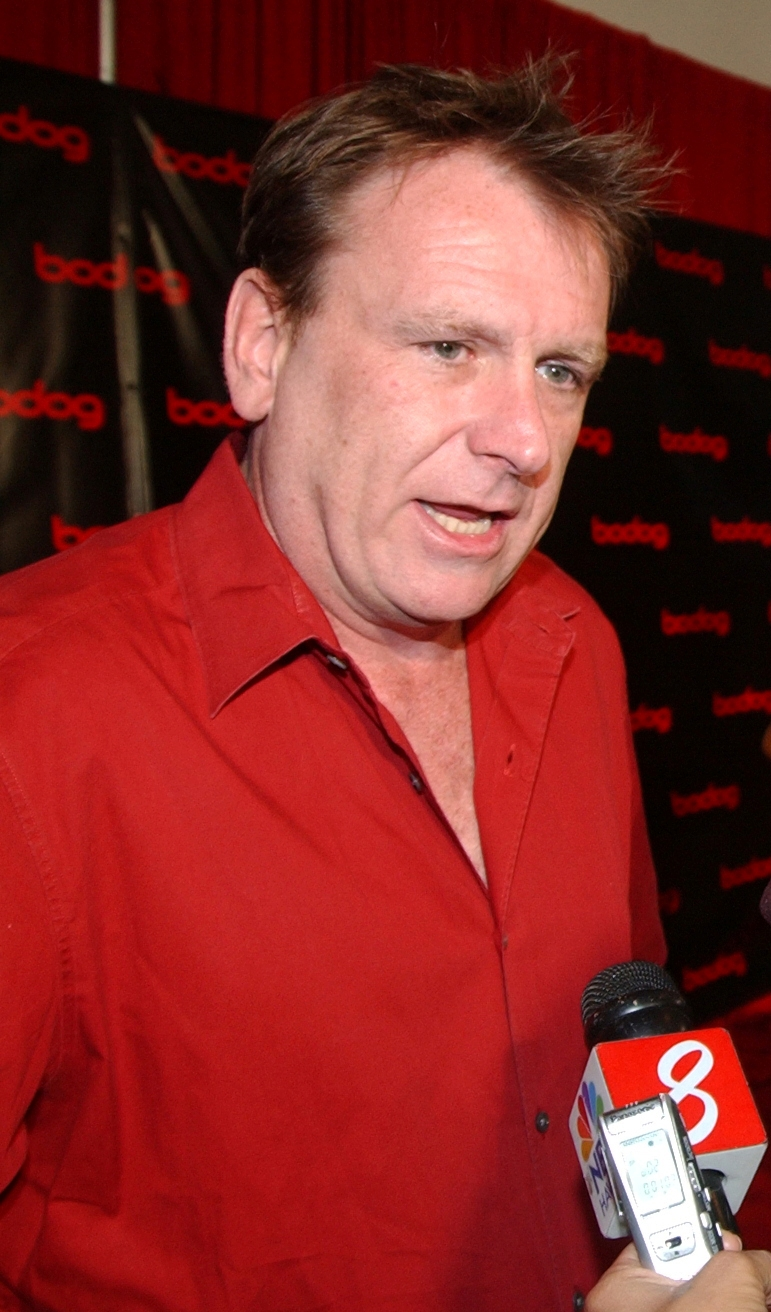

콜린 퀸(Colin Edward Quinn, 1959년 6월 6일 ~ )은 미국의 배우, 텔레비전 배우, 각본가, 영화배우, 영화 프로듀서이다. 뉴욕 브루클린에서 태어났다.

## 방송
- 새터데이 나이트 라이브 시즌1

## 영화
- 샌디 웩슬러 (2017년) - 케빈 역
- 스내치드 (2017년)
- 웨어 해브 유 곤, 루 디마지오 (2016년)
- 나를 미치게 하는 여자 (2015년) - 고든 역
- 그로운 업스 2 (2013년)
- 치트 (2011년) - 딜리버리 보이 역
- 그로운 업스 (2010년) - 딕키 베일리 역
- 해롤드 (2008년)
- 세터데이 나잇 라이브 인 더 '90s: 팝 컬처 네이션 (2007년) - 본인 역
- 세터데이 나잇 라이브: 더 베스트 오브 윌 페럴 - 볼륨 2 (2004년)
- 코미디언 (2002년)
- 록스베리 나이트 (1998년)
- 더 데일리 쇼 위드 존 스튜어트 (1996년) - 게스트 역
- 크리스마스 트리 (1996년)
- 배스킷 히어로 (1996년)
- 누가 왕초지? (1993년)
- 마피아의 아내 (1988년)
- 크로커다일 던디 2 (1988년)
- 새터데이 나잇 라이브 (1975년)